# Kivisaarijärvi (sjö i Finland)
Kivisaarijärvi är en sjö i Finland på gränsen till Norge. Den ligger i kommunen Enare i landskapet Lappland, i den norra delen av landet, 1 100 km norr om huvudstaden Helsingfors. Kivisaarijärvi ligger 128,9 meter över havet. Arean är 83,3 hektar och strandlinjen är 8,56 kilometer lång. Sjön  ingår i Neidenälvens huvudavrinningsområde. 